# Casearia negrensis
Casearia negrensis là một loài thực vật có hoa trong họ Liễu. Loài này được Eichler mô tả khoa học đầu tiên năm 1871.